# Spitz, Austria
Spitz an der Donau là một thị xã thuộc huyện Krems-Land trong bang Niederösterreich.